# The Shining Hour
The Shining Hour (bra: A Mulher Proibida; prt: Tentação) é um filme estadunidense de 1938, do gênero drama romântico, dirigido por Frank Borzage, estrelado por Joan Crawford e Margaret Sullavan, e co-estrelado por Robert Young, Melvyn Douglas e Fay Bainter. O roteiro de Jane Murfin e Ogden Nash foi baseado na peça teatral homônima de 1934, de Keith Winter.

## Sinopse
Olivia Riley (Joan Crawford) é uma dançarina de boate de Nova Iorque que, cansada da maneira como sua vida está, concorda em casar-se com o agricultor Henry Linden (Melvyn Douglas). Quando Olivia parte para Wisconsin para ficar na fazenda do novo marido, começa a ter problemas com seus cunhados Hannah (Fay Bainter) e David (Robert Young). Sua salvação é a nova amiga e aliada Judy (Margaret Sullavan), casada com David em um casamento sem amor. A situação fica mais complicada quando David demonstra ter sentimentos amorosos por Olivia.

## Elenco
- Joan Crawford como Olivia Riley
- Margaret Sullavan como Judy Linden
- Robert Young como David Linden
- Melvyn Douglas como Henry Linden
- Fay Bainter como Hannah Linden
- Allyn Joslyn como Roger Q. Franklin
- Hattie McDaniel como Belvedere
- Oscar O'Shea como Charlie Collins
- Frank Albertson como Benny Collins
- Harry Barris como Bertie

## Recepção

### Bilheteria
De acordo com os registros da Metro-Goldwyn-Mayer, o filme arrecadou US$ 942.000 nacionalmente e US$ 425.000 no exterior, totalizando US$ 1.367.000 mundialmente. O retorno lucrativo da produção foi de US$ 299.000.